# Stacie Mistysyn
Stacie Mistysyn, född 23 juli 1971 i Los Angeles, Kalifornien, är en kanadensisk skådespelare. Hon är känd för rollen som Caitlin Ryan i Degrassi Junior High, Degrassi High, Degrassi High: Nu börjar livet och Degrassi: The Next Generation. Dessförinnan spelade hon Lisa Canard i Vi på vår gata.

## Filmografi i urval
| År        | Filmtitel                      | Roll                       |
| --------- | ------------------------------ | -------------------------- |
| 1982–1986 | Vi på vår gata                 | Lisa Canard                |
| 1987–1989 | Degrassi Junior High           | Caitlin Ryan               |
| 1989–1991 | Degrassi High                  | Caitlin Ryan               |
| 1990      | Prinsar i exil                 | Holly                      |
| 1990      | C.B.C.'s Magic Hour            | Rebecca                    |
| 1992      | Degrassi Talks                 | Som sig själv              |
| 1992      | Degrassi High: Nu börjar livet | Caitlin Ryan               |
| 2001–2008 | Degrassi: The Next Generation  | Caitlin Ryan               |
| 2016–2017 | Degrassi: Next Class           | Caitlin Ryan (ett avsnitt) |

### Webbkällor
- Stacie Mistysyn på Internet Movie Database (engelska)
- Degrassi's Joey and Caitlin crash this weekend's SaskExpo Guy Quenneville. CBC News 14 september 2018. Läst 21 december 2018.